# Neto Berola
Sosthenes José Santos Salles, mais conhecido como Neto Berola (Itabuna, 18 de novembro de 1987), é um futebolista brasileiro que atua como meia e atacante. Atualmente joga pelo Ituano.

## Carreira

### Itabuna
Em 2007, foi destaque no Campeonato Intermunicipal, defendendo a seleção de Buerarema, mostrando um talento raro e logo foi incorporado ao time de juniores do Itabuna.
Já em 2008, fez sua estreia pela equipe profissional do Itabuna EC e se tornou ídolo da torcida no Campeonato Baiano de 2008. Jogou naquele mesmo ano a Série C pela mesma equipe, sendo, em alguns jogos, titular no ataque do Dragão do Sul.
Ainda em 2008, foi levado a Salvador para fazer testes pela equipe do Vitória, porém foi rejeitado por insuficiência técnica e retornou ao Itabuna.
Em 2009, se firmou de vez como profissional no Itabuna, quebrou o mito de que não sabia fazer gols e foi o vice-artilheiro do Campeonato Baiano de 2009, com 13 gols marcados.

### Vitória
Devido ao seu sucesso no Campeonato Baiano de 2009, Berola foi assediado por muitos times do Brasil, como Vasco da Gama, Bahia e Atlético Paranaense. No final, o vencedor da disputa terminou sendo o Vitória, para onde se transferiu junto com o goleiro do Itabuna no Campeonato Baiano, Badio, fazendo sua estreia no dia 20 de junho de 2009, em jogo válido pela 7.ª rodada do Campeonato Brasileiro de 2009, contra a equipe do Botafogo no Barradão.
Se destacou pela sua agilidade e rapidez dos seus dribles, chamando atenção de diversos outros clubes do país, mas acabou caindo de rendimento junto à equipe no decorrer da competição.

### Atlético Mineiro
No dia 22 de maio de 2010 foi contratado pelo Atlético Mineiro. Devido aos desfalques do time, Berola teve chances como titular logo em suas primeiras partidas pelo Galo, fazendo dupla de ataque com Diego Tardelli. Em 24 de julho, foi expulso no jogo contra o Avaí, pela 11.ª rodada do Brasileirão 2010. Fez seu primeiro gol pelo Atlético na 17.ª rodada do Brasileirão 2010 contra o Palmeiras, mas seu time perdeu por 2 a 1.
Destacou-se no Campeonato Mineiro de 2012 como um dos principais jogadores do Galo, mas foi acometido por uma fratura por estresse na bacia, que o deixou fora dos gramados por 106 dias e mesmo machucado, não podendo jogar, fez 31 jogos na temporada. Em sua volta aos gramados no dia 19 de agosto de 2012, marcou um belo gol após passe de calcanhar do lateral Carlos César, gol este que garantiu a vitória do Galo por 3 a 2 sobre o Botafogo, e a conquista do Troféu Osmar Santos, título simbólico concedido ao campeão do primeiro turno do Campeonato Brasileiro.
Em 2020, o atacante Danilinho acusou o técnico Cuca de cobrar dinheiro de Neto Berola e do meia Guilherme para escalá-los em 2012.
Em 2013, fez parte do vitorioso elenco Atleticano, sagrou-se bicampeão mineiro e vencedor da Copa Libertadores da América 2013, participou também do Mundial de Clubes, onde o Galo ficou em 3.º colocado.
No ano de 2014, tornou-se uma espécie de talismã do time, com belas participações toda vez que entra em campo, fazendo gols, dando assistências e decidindo partidas. É um jogador carismático, e por isso é um dos jogadores mais queridos do Galo. Tem certa dificuldade em jogar os 90 minutos de uma partida, quase sempre sofrendo de câimbras no decorrer do jogo, mas é bastante acionado quando está em campo, sendo um dos jogadores mais participativos.

### Al Wasl
No dia 23 de junho de 2014, foi anunciado seu empréstimo para o Al Wasl, dos Emirados Árabes Unidos onde ficou até março de 2015.

### Retorno ao Atlético Mineiro
Neto Berola retornou ao Brasil em março de 2015 e não foi mais aproveitado pelo técnico Levir Culpi, no Galo. Após voltar ao Atlético-MG, Berola entrou na mira do Coritiba, mas as conversas não avançaram. Desde então, o atleta ficou sem atuar até que em maio de 2015 foi emprestado ao Santos.

### Santos
Em 22 de maio de 2015, por não estar sendo aproveitado no Atlético Mineiro, Neto Berola foi emprestado ao Santos. Berola ficou no Peixe até o final do Campeonato Paulista de 2016 no qual o time saiu campeão, mas depois foi dispensado.

### Novo retorno ao Atlético Mineiro
O clube da Vila Belmiro o dispensou e ele retornou à equipe do Galo.

### Coritiba
Em 2016, Neto Berola assinou com o Coritiba Foot Ball Club, atuando em 38 partidas e marcando 4 gols pelo clube.
Ao final de 2017 o atleta assinou com o Club Deportivo Tiburones Rojos de Veracruz, do México.

### CSA
Em julho de 2018 acertou com o Centro Sportivo Alagoano - CSA.
Pelo CSA, marcou os três gols da partida do acesso para a Série A em 2018, na goleada por 4 a 0 sobre o Juventude.

### América Mineiro
No final de 2018, foi anunciado pelo América Mineiro.
Em 2020, conquistou o acesso para a Série A do Campeonato Brasileiro. Nesta temporada, teve uma grave lesão no joelho em setembro e ficou sem jogar o restante da temporada, onde o atacante havia feito 30 partidas e anotado 4 gols.

### Confiança
Em março de 2021, é anunciado como reforço do Confiança.
Em 2022, fez 37 jogos e nove gols com a camisa do Confiança na Série B do Brasileiro.

### Ituano
O atacante foi oficializado em dezembro de 2021 no Ituano.
Em março de 2022, sofreu uma entrada violenta de um jogador do Santo André e ficou fora por três meses, retornando em junho na partida contra o CRB.
Em julho do mesmo ano, se machucou, teve que fazer cirurgia e não atuou mais no ano.

## Títulos
Vitória
- Campeonato Baiano: 2010

Atlético Mineiro
- Campeonato Mineiro: 2012 e 2013
- Copa Libertadores da América: 2013[17]

Santos
- Campeonato Paulista: 2016

Coritiba
- Campeonato Paranaense: 2017